# Глухозаземлена нейтраль
Глухозазе́млена нейтра́ль — нейтраль генератора або трансформатора, приєднана до заземлювального пристрою безпосередньо або через малий опір (наприклад, через трансформатори струму). Глухозаземленим може бути також вивід джерела однофазного струму або полюс джерела постійного струму у двопровідних мережах, а також середня точка джерела в трипровідних мережах змінного і постійного струму.
Середня точка — спільна точка між двома симетричними елементами кола, протилежні кінці яких приєднано до різних лінійних провідників того самого кола.
В електроустановках з глухозаземленою нейтраллю нейтральну або середню точку чи один з виводів джерела живлення необхідно надійно приєднувати до заземлювача за допомогою заземлювального провідника.

## Занулення
У міських електричних установках напругою 380/220 і 220/127 В із заземленою нейтраллю застосовується система, при якій провідники захисного заземлення і всі елементи електроустановки, що підлягають заземленню, сполучені із заземленою нейтраллю трансформатора або генератора. При такому з’єднанні кожне замикання струмоведучих частин на заземлені частини електроустановки перетворюється на коротке замикання, що викликає відключення аварійної установки найближчим запобіжником або автоматом. Ця система у ряді країн носить назву «занулення».

## Електричний опір
Електричний опір заземлювального пристрою, до якого приєднано нейтраль джерела живлення або виводи джерела однофазного струму, у будь-яку пору року не повинен перевищувати 2, 4 і 8 Ом відповідно для лінійних напруг 660, 380 і 220 В джерела трифазного струму або 380, 220 і 127 В джерела однофазного струму.